# Trello
Trello est un outil de gestion de projet en ligne, lancé en septembre 2011 et inspiré par la méthode Kanban de Toyota.
Il repose sur une organisation des projets en planches listant des cartes, chacune représentant des tâches. Les cartes sont assignables à des utilisateurs et sont mobiles d'une planche à l'autre, traduisant leur avancement.
La version de base est gratuite, tandis qu'une formule payante permet d'obtenir des services supplémentaires. Le service est disponible en plusieurs langues (23 en juin 2016).

## Historique
Pour pallier ses problèmes de planifications internes, l'entreprise Fog Creek Software (en) décide de développer un outil de gestion de projet à partir du second semestre de 2010. En janvier 2011, un prototype, nommé Trellis, est lancé en interne[source insuffisante].
Après ce prototype, un développement à plein temps de l'outil se met en place. La société ouvre alors Trello au public en septembre 2011 après une bêta fermée. Le service est publié sous la forme d'un site web et d'une application iPhone et Android.
À l'été 2012, Joël Spolsky, également auteur du site Stack Overflow, devient le porteur officiel du projet. Le site est mis en lumière par la critique,.
En juillet 2014, l'outil est détaché de la société Fog Creek Software et devient le produit principal de la société Trello Inc., fondée pour continuer le développement de l'outil. La société fait une levée de fonds de 10,3 millions de dollars.
Le 16 septembre 2015, Trello officialise la version de son interface en français, qui devient la cinquième langue disponible pour l'outil. Le même mois, la société annonce que l'outil a passé la barre des dix millions d'utilisateurs.
En janvier 2017, Trello est racheté par Atlassian pour 425 M$.
Le 16 février 2021, à l'occasion de ses 10 ans, Trello annonce sur son blog le lancement d'une nouvelle version majeure avec de nouvelles fonctionnalités et un nouveau logo.
En janvier 2024, une API mal sécurisée aurait permis à un groupe de hackers de constituer une base de données de 15 millions d'utilisateurs de Trello avec leur adresse email.